# Damian Kallabis
Damian Kallabis (Gliwice, Polonia, 10 de junio de 1973) es un atleta alemán de origen polaco retirado especializado en la prueba de 3000 m obstáculos, en la que ha conseguido ser campeón europeo en 1998.

## Carrera deportiva
En el Campeonato Europeo de Atletismo de 1998 ganó la medalla de oro en los 3000 m obstáculos, corriéndolos en un tiempo de 8:13.10 segundos, llegando a meta por delante del italiano Alessandro Lambruschini y del noruego Jim Svenøy (bronce con 8:18.97 segundos).